# Carl Brasch (Bildhauer)
Carl August Brasch (* 25. Mai 1866 in Leipzig; † 19. April 1938 in Berlin) war ein deutscher Bildhauer.

## Leben

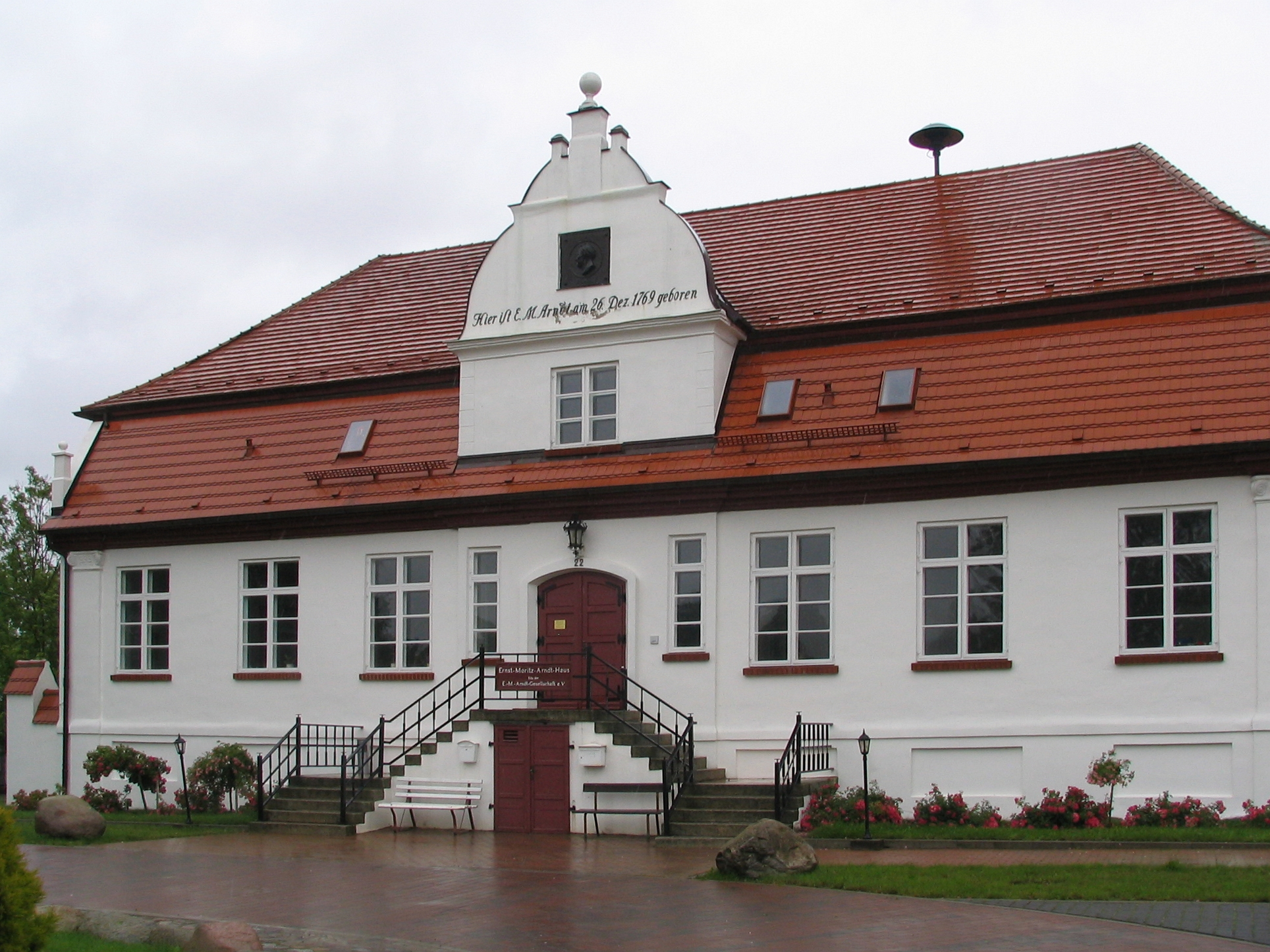
Gedenktafel von Carl Brasch am Gutshaus Groß Schoritz

Er war der Sohn des Porträtmalers Friedrich August Brasch aus Leipzig und dessen Ehefrau Auguste geborene Wolf. Nach dem Besuch der Realschule ging Carl Brasch an die Kunstakademie Leipzig, wo er Schüler von Melchior zur Strassen (1832–1896) wurde. Im Anschluss besuchte er auch die Hochschule für die bildenden Künste in Berlin. Er wohnte ab 1893 in Berlin, wo er 1911 heiratete und 1938 starb.
Bekannt wurde Carl Brasch vor allem durch Porträts und die Fertigung von Kleinplastiken. Meist waren es Tiere, von denen er Plastiken schuf. Bedeutung erlangte er vor allem 1913 durch die Porträt-Gedenktafel für Ernst Moritz Arndt an dessen Geburtshaus in Groß Schoritz.